# Риниця
Риниця (пол. Rynica, нім. Roderbeck) — село в Польщі, у гміні Відухова Грифінського повіту Західнопоморського воєводства.
Населення — 193 особи (2011).
У 1975-1998 роках село належало до Щецинського воєводства.

## Демографія
Демографічна структура станом на 31 березня 2011 року:
|          | Загалом | Допрацездатний вік | Працездатний вік | Постпрацездатний вік |
| -------- | ------- | ------------------ | ---------------- | -------------------- |
| Чоловіки | 98      | 20                 | 74               | 4                    |
| Жінки    | 95      | 22                 | 56               | 17                   |
| Разом    | 193     | 42                 | 130              | 21                   |